# بیمارستان جواد الائمه (خرامه)
بیمارستان جواد الائمه بیمارستانی است درمانی واقع در شهر خرامه، استان فارس وابسته به دانشگاه علوم پزشکی شیراز با ظرفیت ۱۳۰ تخت فعال که در سال ۱۳۸۸ شمسی تأسیس گردید.
بخش‌های بستری موجود در این بیمارستان عبارتند از: اطفال، داخلی، پست پارتوم، جراحی زنان و زایمان، بخش اورژانس، جراحی عمومی، نوزادان، CCU، جراحی گوش و حلق و بینی و LDR